# Qualea ingens
Qualea ingens är en tvåhjärtbladig växtart som beskrevs av Johannes Eugen ius Bülow Warming. Qualea ingens ingår i släktet Qualea och familjen Vochysiaceae. Utöver nominatformen finns också underarten Q. i. duckei.